# تشارلز ليزلي
تشارلز ليزلي (بالإنجليزية: Charles Frederick Henry Leslie)‏ (8 ديسمبر 1861 - 12 فبراير 1921) هو شخصية أعمال ولاعب كريكت بريطاني (وحمل سابقاً جنسية المملكة المتحدة لبريطانيا العظمى وأيرلندا). شارك مع منتخب إنجلترا للكريكت.

## وصلات خارجية
- تشارلز ليزلي على موقع إي آس بي آن كريك إنفو (الإنجليزية)